# Alturas (Floryda)
Alturas – jednostka osadnicza w Stanach Zjednoczonych, w stanie Floryda, w hrabstwie Polk.